# Saltillera
Dans le monde de la tauromachie, la saltillera est une passe de cape inventée par le torero mexicain Armillita. Elle porte le nom de la ville où est il est né : Saltillo, une ville du nord du Mexique, capitale de l'État de Coahuila. 

## Description et fonction
Les historiens de la tauromachie ne donnent pas les mêmes indications sur la « famille » de passes à laquelle elle appartient. Les uns y voient un dérivé de la gaonera, les autres, une variante de la manoletina, transposition de la passe de muleta en passe de cape. D'autres encore lui donnent le nom de Talaverana et lui voient une parenté à la fois avec la gaonera et la chicuelina.  

## Exécution et technique
Quelle que soit la passe dont elle est issue, cette manœuvre est extrêmement délicate à réussir et présente beaucoup de danger pour le matador qui doit attendre le taureau de face, cape dans le dos, pieds joints, et lever le bras pour donner la sortie à l'animal sans bouger, en laissant glisser l'étoffe sur le dos du taureau. Il doit ensuite faire demi-tour pour la passe suivante.
Elle est normalement exécutée d'une seule main lorsque le taureau a été piqué au moins une fois, sinon le torero l'exécute à deux mains en s'exposant davantage.